# Ożarów Mazowiecki
Ożarów Mazowiecki (udtale: [ɔˈʐaruf mazɔˈvʲɛt͡skʲi]) er en by der ligger i det østlige, centrale Polen, i den centrale del af voivodskabet Masovien (Województwo mazowieckie) og har 14.375(2021) indbyggere og et areal på	5,75 km². Den er administrationsby i powiatet (amt) Warszawa vest.

## Geografi
Byen ligger omkring 20 km vest for Warszawa på Warszawa–Poznań jernbanelinjen og på DK92 fra Frankfurt (Oder)/Rzepin til Warszawa. Den sydlige omfartsvej S2 om hovedstaden begynder også her.

## Historie
Det frugtbare område blev bosat i det 9. århundrede, men byen blev først grundlagt i 1967 på stedet for den tidligere Ozarów-Franciszków.
Ifølge de første optegnelser fra Kasimir den Stores tid,  tilhørte den også det heraldiske samfund Rawicz, grundlagt i det 14. århundrede.